# Eliporto di Andorra la Vella
L'eliporto di Andorra la Vella è l'unico eliporto di Andorra e ha sede ad Andorra la Vella. L'eliporto è gestito dal governo di Andorra.

L'eliporto è utilizzato dall'Heliand per voli turistici a Andorra e all'aeroporto di Tolosa.
L'obiettivo del governo andorrano è mettere in comunicazione l'eliporto con voli regolari verso Barcellona, La Seu d'Urgell e Tolosa.